# Enefit Green
Enefit Green — эстонская компания, специализирующаяся на возобновляемой энергетике в Балтийском регионе. Стопроцентное дочернее предприятие государственного энергохолдинга Eesti Energia. Создана в 2016 году на базе активов Eesti Energia в области возобновляемых источников энергии. Штаб-квартира расположена в Таллине.

## История
Эстонский государственный энергетический концерн Eesti Energia выделил летом 2016 года свои активы в области возобновляемой энергетики в дочернее предприятие
Enefit Taastuvenergia. В ноябре 2017 компания в результате ребрендинга получила имя Enefit Green.
В 2018 году Enefit Green установила на удаленном внесетевом острове Рухну гибридную энергетическую систему, включающую солнечную электростанцию мощностью 600 КВт, рветряную турбину мощностью 50 КВт и батарею для хранения энергии объёмом 160—180 КВт, подкрепленную дизельным генератором на 160 КВт, работающим на биодизеле.
В мае 2018 года Eesti Energia достигла соглашения о покупке Nelja Energia. На покупку Nelja Energia также претендовал литовский госэнергохолдинг Lietuvos energija. Eesti Energia выкупила 100 % f акций за 289 млн евро. Ради сделки компания взяла кредит в банках Swedbank, OP Corporate Bank и SEB на сумму 300 млн евро. Сделка была завершена 6 ноября 2018 года. Активы Nelja Energia были переданы на баланс Enefit Green, равно как и долговые обязательства самой Nelja Energia в размере 204 млн евро. Позже Enefit Green рефинансировала у SEB и Swedbank долг Nelja Energia. Эта сделка cделала Enefit Green одной из крупнейших компаний в области возобновляемых источников энергии в Балтийском регионе. Слияние крупнейших игроков рынка вызвало недовольство Союза ветроэнергетики Эстонии.
Сразу после покупки Nelja Energia министр финансов Тоомас Тынисте допустил, что в перспективе до половины компании Enefit Green может быть реализовано на Таллинской фондовой бирже.
В июне 2019 года Enefit Green купила 20 солнечных электропарков в Польше общей мощностью 19,15 МВт за 17,3 млн евро.
В ноябре 2019 года компания продала 100 % акций компании 4E Biofond OÜ, доставшейся от Nelja Energia и владевшей миноритарной долей в станциях когенерации Ойзу и Винни.

## Активы
Enefit Green владеет 20 ветропарками в Эстонии и Литве, четырьмя когенерационными установками в Иру, Пайде, Валке и Броценах, одной гидроэлектростанцией в Кейла-Йоа, 36 солнечными электростанциями в Эстонии и Польше, а также производством топливныхгранул в Латвии.

### Nelja Energia

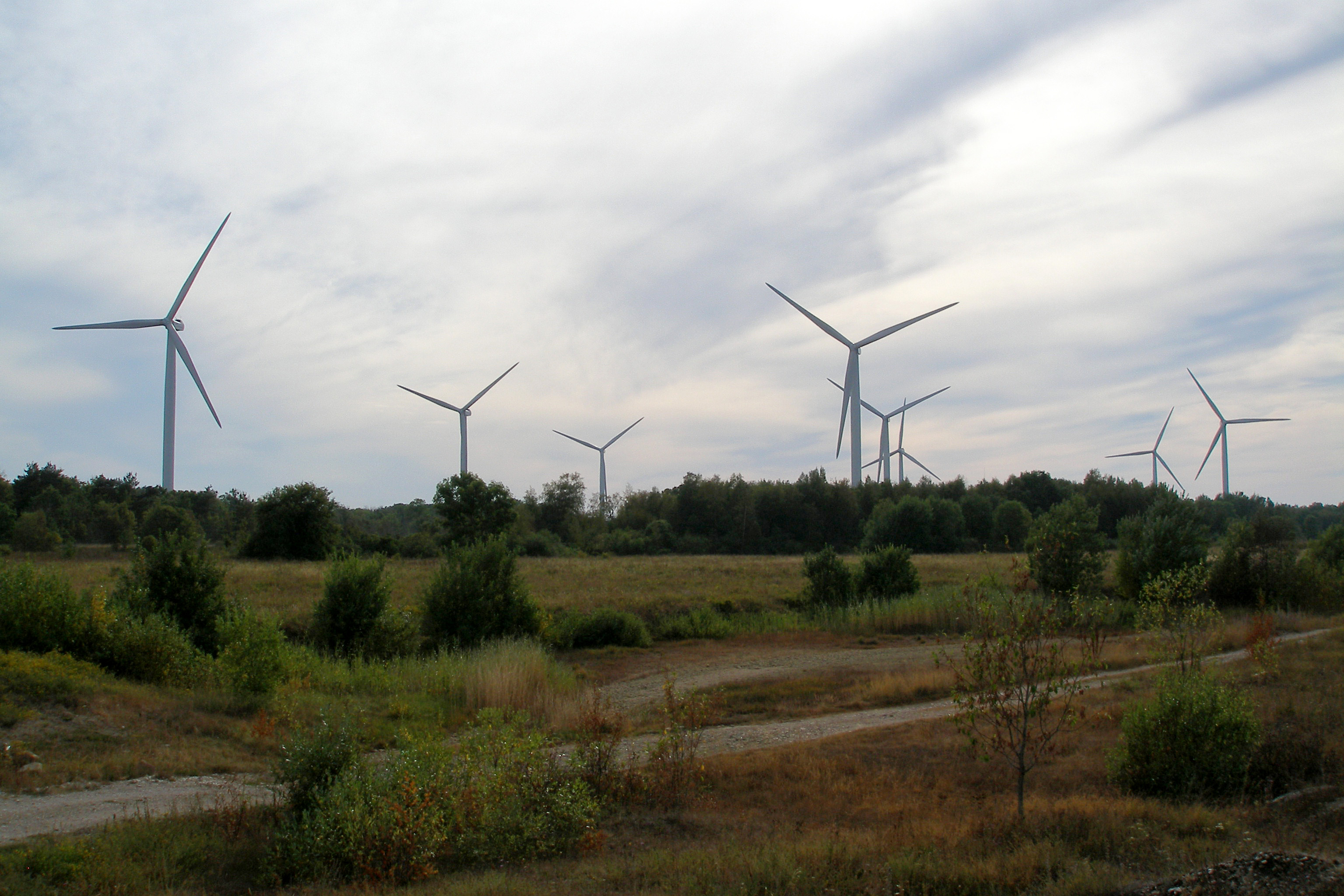
Ветропарк в Пакри, построенный Nelja Energia

Компанию Nelja Energia (с эст. — Четвёртая энергия) основали в декабре 2005 года два инвестора: норвежская фирма AS Vardar Eurus и эстонская фирма AS Freenergy. На момент поглощения компания владела крупнейшим парком ветрогенераторов в Эстонии и Литве. Общая мощность 17 ветропарков Nelja Energia составляет 287 МВт. Nelja Energia также владела миноритарной долей в двух станциях в Эстонии, производящих электричество и тепло из биогаза. Кроме того, компании принадлежал завод по производству пеллет и станция когенерации в Латвии. В 2017 году Nelja Energia произвела 804 ГВт·ч электроэнергии.

### Ветроэнергетика
Enefit Green напрямую владеет четырьмя ветропарками в городах Нарва и Палдиски, в посёлке Виртсу и рядом с деревней Аулепа. Суммарная мощность 44 турбин составляет 111 МВт.
В 2002 году в Эстонии появился первый ветропарк — им стала ВЭС Виртсу на полуострове Виртсу, рядом с посёлком и портом Виртсу. На Виртсу I установлены две турбины общей мощностью 1,4 МВт.
В ветропарке Аулепа в уезде Ляэнемаа установлено 16 ветротурбин производства финской компании Windwind общей мощностью 48 МВт, это один из крупнейших ветропарков в странах Балтии. Парк был открыт в июне 2009 года в составе 13 турбин, ещё три ветряка добавили к 2011 году.
Нарвский ветропарк общей мощностью 39,1 МВт строился с осени 2010 по 2012 год, был введён в эксплуатацию в сентябре 2013 года. Расположен в волости Вайвара, западнее Нарвы. 17 ветряков Enercon мощностью 2,3 МВт каждый установлены на закрытом золоотвале работающей на сланце Балтийской электростанции, которая принадлежит компании Eesti Energia. Использование золоотвала позволило поднять ветряки выше и не изымать лесные и сельскохозяйственные земли.

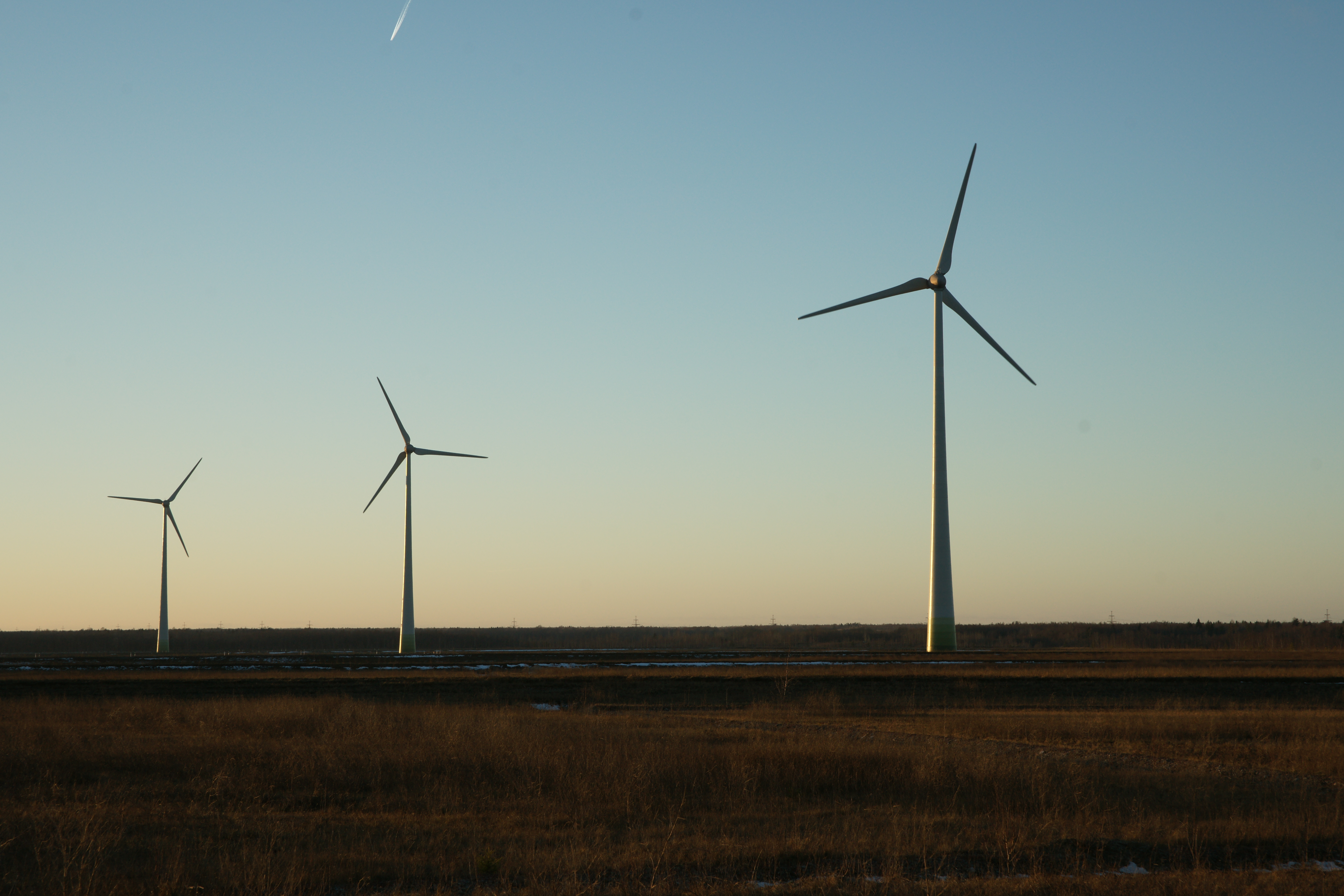
Нарвский ветропарк, построенный Enefit Green

Строительство ветропарка Палдиски на полуострове Пакри было завершено в 2013 году. Ветропарк стал совместным предприятием Eesti Energia и Nelja Energia. Каждая компания установила по девять турбин General Electric общей мощностью 45 МВт. Это самый новый действующий ветропарк Enefit Green.

#### Планируемые ветропарки
В Эстонии Enefit Green разрабатывает пять проектов ветропарков — два морских ветропарка на северо-западе Эстонии и в Рижском заливе, ветропарк на 30 ветряков в посёлке Ристи в уезде Ляэнемаа и два ветропарка в уезде Пярнумаа: 10 ветряков в волости Саарде и ветропарк на приобретённом в феврале 2020 года участке в волости Тоотси. Кроме того, у Enefit Green есть три проекта ветропарков общей мощностью до 350 МВт в Литве и подписанное с Главным лесным управлением Финляндии соглашение, позволяющее построить ветропарк в области Северная Остроботния.
Enefit Green унаследовала от Nelja Energia проект строительства крупнейшего в мире офшорного ветропарка, расположенного в районе острова Хийумаа. Предполагаемая мощность проекта 1,1 ГВт, количество ветряных турбин составит от 107 до 182 (в зависимости от их номинальной мощности), ближайшие ветряки будут отстоять от берега на 12 км. Для начала реализации проекта компании нужно получить положительное заключение на проведённую оценку воздействия на окружающую среду и представленную в сентябре 2019 в Министерство окружающей среды.
В декабре 2019 правительство Эстонии одобрило строительство ветропарка в Рижском заливе, проект которого разрабатывался с 2009 года. Процесс оформления оценки экологического воздействия и других согласований может занять несколько лет. Предполагаемая мощность проекта 1 ГВт. Парк будет расположен в 10 км к югу от острова Кихну и в 16 километрах от деревни Хяэдемеэсте, расположенной на берегу моря в уезде Пярнумаа. В 10 км от эстонского парка ветрогенераторов будет располагаться ещё один, строительство которого санкционировано правительством Латвии.

### Когенерация
В 2013 году Eesti Energia ввела в строй новый блок на Ируской ТЭC в Маарду по энергетическая утилизация отходов. Строительство началось в 2006 году, завершилось в 2010 году. Стоимость проекта составила 105 млн евро. Новая фабрика по сжиганию твёрдых коммунальных отходов, ориентированная на мусор, собираемый в Таллине, стала вторым подобным предприятием в Прибалтике. В 2015 году станция утилизировала 245 тысяч тонн мусора.

### Гидроэнергетика
Enefit Green унаследовала от Eesti Energia гидроэлектростанцию в Кейла-Йоа на реке Кейла. Кейлаская ГЭС впервые дала ток в 1928 году и работала до 1999 года, когда была остановлена из-за высоких расходов на эксплуатацию и обслуживание. После реконструкции, длившейся с мая 2004 по май 2006 года, мощность станции увеличилась с 250 КВт до 365 КВт, прогнозируемый годовой объём вырос до составляет около 2,5 ГВт·ч. Станция полность автоматизирована, на ней нет персонала и управление производится дистанционно.

## Производство энергии
В 2019 году Enefit Green сгенерировала рекордные для себя 1,2 ТВт·ч электроэнергии, что в 2,5 раза превысили показатели 2018 года. В январе 2020 года компания установила рекорд выработки, сгенерировав 165 ГВт·ч электроэнергии, из которых 147,5 ГВт·ч дала энергия ветра. В 2019 году на Enefit Green пришлась пятая часть всей произведённой концерном Eesti Energia электроэнергии. Eesti Energia ставит стратегическую цель благодаря Enefit Green к 2023 году производить 45 % электроэнергии из возобновляемых и альтернативных источников.